# Камес, Марен
Марен Камес (нем. Maren Kames; p. 1984, Иберлинген) — немецкая поэтесса, писательница и переводчица. Живёт в Берлине.

## Жизнь и литературная деятельность
Изучала философию, литературоведение и театроведение в университетах Тюбингена и Лейпцига, а затем писательское ремесло в Хильдесхайме. С 2011 по 2013 г. была соредактором литературного журнала Bella triste В 2013 году она получила премию Open Mike и приз зрительских симпатий «taz». Создавала мультимедийные проекты на основе текстов из своей книги Halb Taube, halb Pfau. Получила несколько стипендий, в том числе Грант Вилла Аврора в Лос-Анджелесe (2012) и Грант Gargonza Arts (2014). Её поэма Luna Luna (Луна Луна) была номинирован на премию Лейпцигской книжной ярмарки в 2020 году.
Она также работает научным писателем-призраком и переводит тексты израильской писательницы Сивана Бен Ишая.